# Tim Burton
Timothy Walter "Tim" Burton (Burbank, California; 25 de agosto de 1958) es un director de cine, productor, guionista, dibujante, escritor y animador estadounidense.
Entre sus películas se encuentran Beetlejuice, Batman, Edward Scissorhands y Charlie y la fábrica de chocolate. Corpse Bride (2005) y Frankenweenie (2012) fueron candidatas al Óscar a la mejor película de animación. A menudo trabaja con el actor Johnny Depp, el músico Danny Elfman y Helena Bonham Carter. Otros actores como Michael Gough, Michael Keaton, Christopher Lee, Danny DeVito y Deep Roy han participado en al menos cuatro películas de Burton.

## Biografía
Muchas de las cosas que ves cuando eres niño permanecen contigo...
Pasas la mayor parte de tu vida intentando asimilar esas experiencias.
Tim Burton, My Art and Films

Timothy Walter Burton nació el 25 de agosto de 1958 en Burbank, California. Es el primero de los dos hijos de Bill y Jean Burton. Su madre trabajaba en una tienda de regalos y su padre era empleado municipal. Su relación con sus padres y su hermano no era fluida, por lo que pronto se mudó con su abuela. Durante la mayor parte de su infancia representaba, con su hermano, parodias relacionadas con delitos sangrientos, y él mismo se consideraba introvertido. Una de sus anécdotas es la de haber simulado un asesinato para asustar a los vecinos, hasta tal punto que uno de ellos llamó a la policía, por lo que recibió el apodo «Axe Wound» (herida de hacha). Otro de sus pasatiempos favoritos era asustar a los hijos de sus vecinos con la llegada de extraterrestres que invadirían la Tierra. Se entretenía también con el diseño, área en la que demostró tener talento tras ganar un concurso de dibujos que serían usados en los camiones urbanos de su ciudad natal, pero nunca sintió afinidad por la lectura ni por el estudio. En cambio, sus principales intereses eran la pintura, el dibujo y el cine, especialmente las películas de monstruos, sobre todo aquellas vinculadas con Godzilla, Hammer Productions, Ray Harryhausen y Roger Corman. Este último trabajó en varias ocasiones con el actor Vincent Price, a quien consideraba «su héroe». También le gustaba el cine fantástico. Una de las primeras películas que vio de este género fue Jasón y los argonautas. Le interesaban los efectos especiales de Ray Harryhausen, con su técnica stop motion, que posteriormente usó en sus películas.
Sus vecinos lo describían como un «inadaptado social con apetito frecuente por la ciencia-ficción y el terror», debido a su afición por las películas de terror de bajo presupuesto. A los trece años, realizó con algunos amigos su primer corto animado, The Island of Doctor Agor, al que le siguió Houdini, donde interpretó al escapista Harry Houdini.
En 1976, recibió una beca para ingresar en el Instituto de Artes de California (fundado por Walt Disney a manera de «plataforma alternativa de aprendizaje» para jóvenes interesados en la animación), del que se graduó en 1979. Ese año realizó Stalk of the Celery Monster, corto animado de menos de dos minutos que le dio la oportunidad de ser contratado por los estudios Disney como aprendiz de animación.

## Años 1980

### Primeros trabajos con Disney

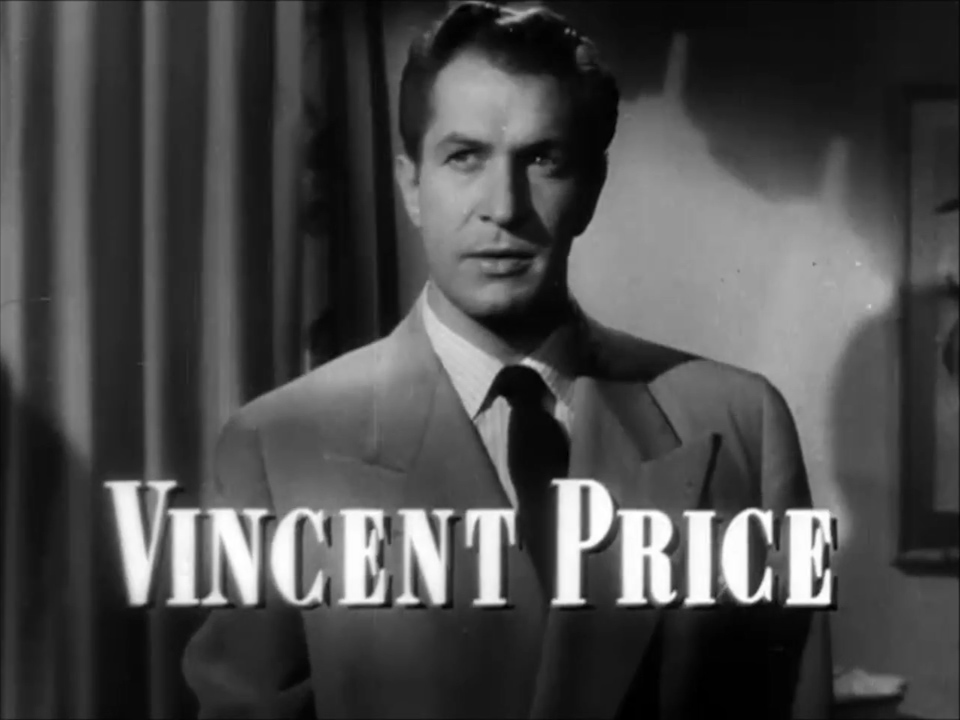
Vincent Price en la película de Otto Preminger Laura

Comenzó a trabajar en Disney en los bocetos de The Fox and the Hound, de 1981. En sus propias palabras, «(...) fui contratado justo cuando el estudio se encontraba en crisis y los gerentes buscaban incorporar nuevo personal a cualquier precio». Sin embargo, el estudio reconocería más tarde que «el talento de Burton no estaba siendo aprovechado al máximo», así que optó por designarlo para el arte conceptual de The Black Cauldron, adaptación del segundo volumen de la saga Las Crónicas de Prydain. A pesar de sus esfuerzos, Disney nunca logró «entender» sus diseños, por lo que fueron desechados en la edición final de ambas películas.
Decidido a continuar con sus planes personales, y contando con la libertad creativa que la empresa le había otorgado, además del apoyo económico de algunos de sus ejecutivos, comenzó a dirigir sus primeros cortometrajes, Vincent y Frankenweenie, además de escribir e ilustrar un poema, que daría lugar a la película The Nightmare Before Christmas.

#### Vincent
Mientras trabajaba como artista conceptual, se hizo amigo del ejecutivo Julie Hickson y del encargado de desarrollo creativo de Disney, Tom Wilhite. Ambos quedaron impresionados por su talento, a pesar de que la empresa había rechazado sus colaboraciones en The Fox and the Hound y The Black Cauldron. En 1982, Wilhite lo financió con 60 000 dólares para producir una adaptación del poema Vincent, que Burton había escrito poco tiempo antes como un microrrelato para niños. Durante dos meses, Burton colaboró con animadores especializados en stop motion para producir un corto de cinco minutos filmado en blanco y negro, influido directamente por las películas alemanas de los años 1920, las películas protagonizadas por Price y las adaptaciones de los relatos de Edgar Allan Poe. Narrado por el propio Price, Vincent marcó el inicio de una amistad entre el actor y Burton, que perduraría hasta la muerte del primero en 1993. El director declararía más tarde, que «[la muerte de Price] había sido, probablemente, una de las experiencias más cruciales en su vida».
Vincent, proyectado originalmente junto con el drama juvenil Tex en una única sala de cine de Los Ángeles y que permaneció dos semanas en exhibición, recibió numerosos reconocimientos por parte de la crítica en algunos festivales internacionales, entre ellos el Chicago Critics Film Festival. A pesar del éxito, Disney se mostró renuente a comercializarla. Poco después, participó en la producción de una versión japonesa, en imagen real, del cuento de los hermanos Grimm Hansel y Gretel, para Disney Channel; la historia incorpora elementos kung-fu para describir el enfrentamiento entre los niños y la bruja. La película fue transmitida, por única ocasión, en Halloween de 1982. Debido a que no existen copias, se ha dicho que constituye una leyenda urbana en la trayectoria inicial de Burton.

#### Frankenweenie
En 1984 estrenó su segundo cortometraje, Frankenweenie protagonizado por Barret Oliver, Daniel Stern y Shelley Duvall. Filmado en blanco y negro con una duración aproximada de 30 minutos, estaba inspirada en Frankestein, de James Whale. Su argumento narra los esfuerzos de un niño por reanimar a su perro Sparky, que murió tras ser atropellado por un automóvil. A pesar de que obtuvo una nominación en los Premios Saturn, el contenido del corto hizo que Disney despidiera a Burton justo después de haber terminado su producción, pues encontró que Frankenweenie «era demasiado terrorífica para sus audiencias más jóvenes». En 1994, tras el éxito de Beetlejuice y Batman, el corto fue comercializado en video; y se encuentra disponible como material adicional en los formatos DVD, Blu-ray y disco UMD para la Playstation de The Nightmare Before Christmas. A finales de 2007, Burton firmó un contrato con los estudios Disney para adaptar el cortometraje a una película de larga duración.

### Como director y productor

#### La gran aventura de Pee-Wee
Burton comenzó a atraer la atención de algunos sectores en la industria cinematográfica. En 1985, el actor y productor Griffin Dune le invitó a dirigir su comedia After Hours. Sin embargo, el anterior responsable de la película, Martin Scorsese, había decidido reconsiderar la idea de filmarla, lo que anuló la posible intervención de Burton o cualquier otro cineasta.
Ese mismo año, el actor Paul Rubens le ofreció dirigir la versión cinematográfica de su popular personaje Pee-wee Herman, conocido gracias a sus espectáculos para HBO. De esta forma, Burton dirigió su primer largometraje como cineasta independiente, La gran aventura de Pee-Wee, creada con un presupuesto estimado de 7 millones de dólares y acreedora por un total en taquilla de 40 millones. Para la producción, le pidió al guitarrista y vocalista de música ecléctica Danny Elfman que adaptara la musicalización.

#### Beetlejuice
Después de dirigir episodios para las revitalizadas series de televisión Alfred Hitchcock presenta y Faerie Tale Theatre, Burton dirigió su siguiente largometraje, Beetlejuice en 1988 centrándose en una comedia de humor negro acerca de un matrimonio que acaba de morir y para recuperar su casa deciden pedir ayuda al repulsivo y excéntrico fantasma llamado Beetlejuice, al que deben invocar nombrándole tres veces. La adaptación fue protagonizada por Michael Keaton, Winona Ryder, Alec Baldwin y Geena Davis. La película obtuvo ganancias estimadas en alrededor de 80 millones de dólares, así como un premio Óscar a Mejor Maquillaje.
En noviembre del 2013, Keaton confirmó la puesta en marcha de la secuela de Beetlejuice. Más tarde, en una entrevista a The Daily Beast, Ryder confirmó su participación. En ella, aclaró: «No es un remake, es veintisiete años más tarde. Y debo decir que adoro a Lydia (el personaje que interpretaba Ryder). Ella fue una gran parte de mí. Estaría muy interesada en lo que ella estuviera haciendo veintisiete años después».

#### Batman
En 1989, Burton recibió la propuesta de dirigir su próximo largometraje acerca del héroe ficticio Batman —en esta ocasión, con un colosal presupuesto para su realización—. Sin embargo, filmar Batman no fue una experiencia totalmente satisfactoria para el cineasta, quien se vio en múltiples discusiones y altercados con los productores de la película, Jon Peters y Peter Guber. El mayor problema, sin embargo, fue el reparto seleccionado por el director, quien ofreció el protagónico a Michael Keaton. De alguna manera, la elección fue considerada contradictoria por los papeles del actor en comedias y no en películas de acción. El furor sobre este aspecto provocó gran animosidad entre los fanáticos de la historieta en que se basaba la producción, al extremo de que el valor comercial de las acciones de Warner Bros disminuyó. Burton había considerado ridículo elegir a alguien "musculoso" para el rol de Batman, e insistió en que el personaje debía ser un «hombre ordinario y adinerado que hacía uso de una identidad secreta, a través de un complejo disfraz de murciélago, para asustar a los criminales». Además, escogió a Jack Nicholson como el Joker. Cuando la película finalmente se estrenó, se convirtió en el éxito de taquilla más grande de ese entonces, con una recaudación de más de 400 millones de dólares a nivel mundial. Adicionalmente, el estilo gótico proyectado por el propio Burton para Gotham City terminó siendo adoptado para las siguientes tiras cómicas del personaje.

## Años 1990

### Edward Scissorhands
En 1990, Burton escribió, junto a Caroline Thompson, el guion de su siguiente largometraje, Edward Scissorhands, un personaje creado por un excéntrico inventor (Vincent Price), que sería interpretado por Johnny Depp. Depp continuaría colaborando en otras producciones de Burton, como Ed Wood, Sleepy Hollow: La Leyenda del Jinete sin Cabeza, Charlie y la fábrica de chocolate, Corpse Bride (La novia cadáver de Tim Burton), y Sweeney Todd. Edward parecía humano, pero de manera peculiar, porque no había sido terminado por su creador al morir este de manera repentina, y tenía tijeras en lugar de manos. Ubicada en los suburbios —se filmó en Florida—, la película es considerada como la autobiografía de Burton, centrada en su infancia dentro de los suburbios en California. Price alguna vez comentó que "Tim es Edward". Aunado a esta declaración, se encontraba el comentario de Johnny Depp —redactado posteriormente en el prólogo del libro de Mark Salisbury, Burton on Burton—, refiriéndose a su primer encuentro con el cineasta para el filme.
Edward Scissorhands (traducida al español como Eduardo Manostijeras en España y El joven manos de tijeras en Hispanoamérica) está considerada la mejor película de Burton por numerosos fanáticos y críticos, al presentar una estética muy característica del cineasta relacionada con diferentes composiciones visuales, llevadas al mayor límite —tanto en las escenas como en los colores y texturas, así como los diseños de los lugares, personajes y objetos—, representando su particular recepción visionaria del romanticismo más inocente a través del argumento en donde un joven no conoce el amor en ninguna de sus derivaciones, y siendo finalmente tal el sentimiento ejercido que resulta en una historia emotiva y entrañable. Según la página de crítica de cine web rottentomatoes.com, la película tiene 92% de aprobación; y se vuelve, al lado de Pesadilla antes de Navidad y Ed Wood, en las películas de Burton con más aprobación por la crítica, al menos, según esa página.
Además de Depp y Price, la película contó con Winona Ryder, Dianne Wiest y Kathy Baker entre otros.

### Batman Returns
Aunque Warner Bros había rechazado producir su último filme (Edward Scissorhands, aun después del éxito de Batman), Burton finalmente accedió a dirigir la secuela de la franquicia, con la condición de que tuviera total control creativo en el largometraje, titulado finalmente Batman Returns e interpretado por un reparto integrado por Michael Keaton (nuevamente en el rol protagonista como Batman), Danny DeVito (el Pingüino) Michelle Pfeiffer (Catwoman) y Christopher Walken. Aún más gótica y personal que su predecesora, la película recibió quejas bajo el pretexto de que su contenido era muy fuerte para la audiencia infantil, que aunado a la insatisfacción de las restantes audiencias con la sexualidad explícita —personificada por el sugestivo y fetichista estilo del disfraz de Catwoman—, provocó nuevamente críticas negativas y controversia suscitada por dichos aspectos, principalmente. A pesar de ello, Batman Returns —conocida como Batman Regresa y Batman Vuelve en Latinoamérica y España, respectivamente— recaudó alrededor de 160 millones de dólares que, a pesar de ser un éxito, fue mucho menos de lo que se esperaba por parte de los productores.
Burton comenzó a preparar la preproducción del próximo filme de la franquicia, sin embargo, Warner Bros prescindió de su colaboración al percatarse de que el tono de la película sería similar a Batman Returns. De esta manera, Burton dejó de forma definitiva la franquicia, para dar comienzo a la producción de su próximo largometraje, esta vez en formato animado.

### The Nightmare Before Christmas
Originalmente, Burton tenía pensado redactar e ilustrar un libro de poesía y personajes animados para niños. Sin embargo, en 1993 produjo un nuevo largometraje (que no pudo dirigir por su colaboración dentro de la franquicia de Batman), The Nightmare Before Christmas, cuyo argumento gira en torno al rey de la ciudad de Halloween, Jack Skeleton, y sus intenciones por convertirse en un benévolo Santa Claus cuando Jack y los habitantes de Halloween transforma la Navidad en una pesadilla y nadie quiere esa fiesta Jack decide volver a ser el rey del mal y esforzarse en su trabajo asustando a la gente. Fue dirigido por Henry Selick y basado enteramente en la historia y los personajes de Burton y al principio no fue bien recibida, pero con el tiempo llegó a ser considerada una película de culto. Burton colaboraría nuevamente con Selick para producir un nuevo filme en la técnica stop-motion, James and the Giant Peach en 1996.

### Ed Wood
Su siguiente película, Ed Wood, estrenada en 1994, retrata la vida de Ed Wood Jr., un realizador considerado "el peor director de la historia". Protagonizada por Johnny Depp, es una obra biográfica en homenaje al director de películas de horror y ciencia ficción de bajo presupuesto que Burton veía cuando era niño. Ed Wood Jr. era reconocido por sus obras acartonadas, acompañadas de malas actuaciones y torpes personajes que chocaban contra los decorados tirándolos. A pesar de ello, Burton consideraba que Wood era un director similar a Orson Welles, ideal que mantiene en el largometraje —filmado en blanco y negro, dirigiendo a Bela Lugosi, interpretado por Martin Landau destacando su soberbia interpretación, quizá de las mejores de esa década, Bill Murray y Lisa Marie—, considerado por numerosas personas como uno de los mejores trabajos que ha hecho el cineasta.
Debido a las frecuentes colaboraciones del cineasta durante la realización de The Nightmare Before Christmas, Danny Elfman no quiso musicalizar Ed Wood, por lo que recayó en Howard Shore su participación al integrar las melodías del filme —que, aun cuando fue un fracaso comercial en el momento de su estreno, fue bien recibido por los críticos y revivió el interés en las películas de Edward D. Wood Jr.

### Batman Forever
A pesar de su intención de todavía dirigir la franquicia de Batman, Warner Bros consideró que Batman Returns era demasiado oscura y no apta para menores de edad. Pese a las críticas, Burton estaba ansioso de dirigir Batman Forever, con una trama similar a la versión estrenada, con Michael Keaton como Batman, Michelle Pfeiffer como Catwoman, Marlon Wayans como Robin, Rene Russo como Chase Meridian, Robin Williams como Enigma y Billy Dee Williams como Dos Caras. Para atraer al público infantil se decidió que Joel Schumacher, quien había dirigido películas como El Cliente, dirigiría la tercera parte mientras que Burton solo la produciría, en conjunto con Peter McGreggor-Scott. Tras este cambio, Keaton renunció al papel, finalmente interpretado por Val Kilmer. El rodaje se inició a finales de 1994, con nuevos actores: Tommy Lee Jones como Dos Caras, Nicole Kidman como Chase Meridian, Chris O'Donnell como Robin y Jim Carrey como Enigma. La película, una mezcla de la oscuridad que caracterizó a la saga con colores y letreros de neón propuestos por Schumacher, tuvo un enorme éxito en taquilla de 336 millones de dólares, a pesar de la polémica producida por los personajes y la trama.[cita requerida] Aun siendo productor y teniendo una estrecha amistad con el director, Burton difería con las decisiones de Schumacher sobre todo en el rodaje de varias escenas, que fueron eliminadas de la edición final y más tarde añadidas en su edición en DVD en 2005. Schumacher consideraba que si se incluían en la edición final el resultado sería igual a su predecesora.[cita requerida] Schumacher fue recontratado para dirigir Batman y Robin, en la que Burton ya no participó.

### James and the Giant Peach
James and the Giant Peach es una película animada de Walt Disney producida en 1996 por Burton y dirigida por Henry Selick, basada en el libro homónimo de Roald Dahl. Al igual que The Nightmare before Christmas, está realizada con la técnica de stop motion.
La película sigue a James, un huérfano sin amigos que vive con sus tías. Un día conoce a un hombre que le entrega una bolsa llena de seres mágicos pero se le escapan y convierten a un melocotón en una fruta gigante. James se mete dentro del melocotón siguiendo el sonido de unas voces y descubre que allí hay un grupo de insectos gigantes parlantes (un ciempiés, una mariquita, una lombriz, una luciérnaga, un saltamontes y una araña) con los cuales decide viajar a Nueva York para huir de sus tías.

### Mars Attacks!
Inspirado en la iconografía kitsch de los años 1950, el siguiente proyecto de Burton fue Mars Attacks!, para el que se reunió nuevamente con Elfman. Basada en una serie de cartas de ciencia ficción, la película es un híbrido de las películas de fantasía de la década de 1950 y de las de desastre total de los años 1970. La coincidencia la hizo una parodia no intencionada del éxito de taquilla, Independence Day, filmada al mismo tiempo y estrenada cinco meses antes, y aunque contaba con un amplio elenco estelar —incluyendo a Jack Nicholson, Pierce Brosnan, Michael J. Fox, Sarah Jessica Parker, Natalie Portman, Jack Black, Danny DeVito, Tom Jones, Glenn Close y Christina Applegate—, fue despreciada por los críticos y casi ignorada por la audiencia norteamericana. Sin embargo, fue recibida con éxito en otros países y ha logrado hacerse de una base de admiradores gracias a la emisión por televisión y su venta en DVD.

### Sleepy Hollow
Sleepy Hollow fue estrenada en 1999  Johnny Depp como Ichabod Crane, un detective interesado en la ciencia forense, basada en la historia de Washington Irving. El elenco restante estuvo conformado por Michael Gambon, Ian McDiarmid, Miranda Richardson, Christopher Walken y Christina Ricci —elegida para el papel de Katrina Van Tassel—. Burton decidió cambiar el argumento original, de forma que Ichabod no fuese asesinado por el caballero y terminase con su enamorada. Bien recibida por los críticos y con mención especial a la musicalización acompañada de una fotografía impecable a cargo de Emmanuel Lubezki, la película ganó un premio Óscar por mejor dirección artística, así como dos BAFTA por mejor diseño de vestuario y mejor diseño de producción.
Acompañado de un cambio en su vida personal —se separó de Lisa Marie—, Burton cambió radicalmente de estilo en su siguiente proyecto, El Planeta de los Simios que, como Burton alguna vez dijo[cita requerida], no es un remake del filme original, estrenado en 1968 y dirigido por Franklin Schaffner.

## Años 2000

### El planeta de los simios
El planeta de los simios fue un éxito comercial, que recaudó 68 millones de dólares en su primer fin de semana de estreno. Fue la primera vez que Helena Bonham Carter actuó en una película de Burton.

### Big Fish
Big Fish de 2003, escrita por John August, recibió cuatro nominaciones a los Globos de Oro, y contó con las actuaciones de Bonham Carter, Ewan McGregor, Jessica Lange, Albert Finney, Steve Buscemi, Danny DeVito y Alison Lohman. La película iba a ser dirigida por Steven Spielberg antes de que Burton se encargara del proyecto, tras la muerte de su propio padre.  

### Charlie y la fábrica de chocolate
Charlie y la fábrica de chocolate estrenada en 2005, fue un éxito en taquilla que recaudó más de 207 millones de dólares en Estados Unidos. La imagen, voz y actuación de Depp como el dueño de la fábrica, Willy Wonka, fueron comparadas con las de los cantantes Michael Jackson y Marilyn Manson, aunque el actor dijo que su principal inspiración provino de antiguas estrellas infantiles de televisión estadounidenses.

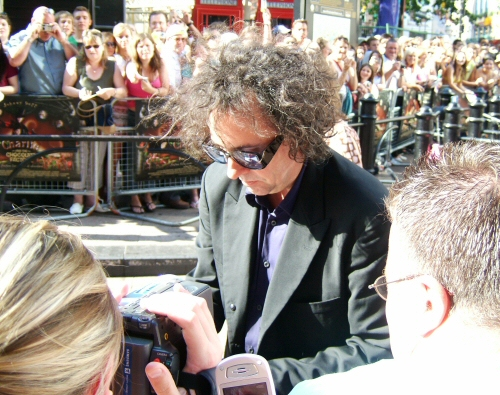
Burton en la premier de Charlie y la fábrica de chocolate

### Corpse Bride
Corpse Bride está basada en un cuento de la tradición rusa-judía ortodoxa, en la que un joven llamado Víctor, mientras practica sus votos matrimoniales en el bosque antes de pedirle matrimonio a su prometida, se compromete accidentalmente con el cadáver de una novia llamada Emily, quien esperaba a su verdadero amor y, por lo tanto, se lleva a Víctor a la tierra de los muertos. Depp le dio su voz a Víctor y Bonham Carter, a la novia.

### Sweeney Todd
Aunque Alan Parker había expresado su interés por realizar una versión cinematográfica del musical Sweeney Todd en la década de 1980, Burton propuso un argumento a Stephen Sondheim, creador del musical, donde consideró a Depp y Bonham Carter para los roles protagónicos, aunque para realizar la adaptación tiempo después. De esta manera, Sam Mendes estuvo a cargo del proyecto desde 2003, aunque posteriormente decidió filmar Jarhead. En 2006, Dreamworks anunció que Burton dirigiría Sweeney Todd: The Demon Barber of Fleet Street, protagonizada por Depp.
La adaptación del musical de tres horas requirió cambios para convertirse en una película de dos horas. Por esta razón, se quitaron algunos versos de algunas canciones y otras fueron descartadas. Se estrenó en Estados Unidos el 21 de diciembre de 2007 y el 15 de febrero de 2008 en España.

### 9
Producida por Burton, Timur Bekmambetov y Jim Lemley, 9 recibió la mitad de comentarios positivos de los críticos, el aspecto de las imágenes es el más elogiado. Sobre la base de 150 comentarios recogidos por Rotten Tomatoes, cuenta con un índice total de aprobación del 56 %. En Metacritic, tiene una puntuación de 60 sobre 100, la opinión general de los críticos es que el film es «largo en el diseño imaginativo, pero menos importante en la narrativa». Todd McCarthy de Variety escribió que "Al final, el impacto de la imagen se deriva principalmente de su diseño y ejecución". La estrenó en Estados Unidos el 9 de septiembre de 2009 Focus Features.

## Años 2010

### Alicia en el país de las maravillas
Alicia en el país de la maravillas se estrenó en 2010. Es una adaptación de las novelas Las aventuras de Alicia en el país de las maravillas y A través del espejo y lo que Alicia encontró allí, escritas por Lewis Carroll, y cuenta con la técnica 3-D en su rodaje, que comenzó en septiembre de 2008. Está protagonizada por Mia Wasikowska como Alicia, Johnny Depp en el papel del Sombrerero Loco, Helena Bonham Carter como la Reina de Corazones y Anne Hathaway como la Reina Blanca. El elenco se completa con Alan Rickman, Timothy Spall y Christopher Lee, entre otros.

### Sombras tenebrosas
Sombras tenebrosas, estrenada en 2012, es una adaptación cinematográfica de la serie de televisión homónima de gran audiencia en Estados Unidos. Dicho film mantiene a lo largo de la historia la mezcla entre elementos góticos propios de Burton con los elementos propios de la década de 1970, época en la que transcurre la obra. Johnny Depp interpreta a Barnabas Collins, Eva Green a Angelique Brouchard, Michelle Pfeiffer a Elizabeth Collins Stoddard, Bonham Carter a la Dr. Julia Hoffman y Chloe Grace Moretz a Carolyn Stoddard.

### Abraham Lincoln: Vampire Hunter
En junio de 2012 se estrenó Abraham Lincoln: cazador de vampiros, basada en la novela homónima de Seth Grahame Smith, de la que Burton es productor. La película gira en torno a una historia de Abraham Lincoln en la que antes de ser presidente fue cazador de vampiros usando como arma un hacha bañada en plata.

### Frankenweenie
Frankenweenie es una adaptación del cortometraje que realizó para Disney en 1984 con una duración de 35 minutos, en la versión original el corto fue grabado en blanco y negro con personas reales, incluido Sparky. Esta versión está rodada en blanco y negro en 3D usando la técnica stop motion, los personajes principales fueron los mismos, pero se añadieron nuevos personajes y se alargó la trama. La película estrenó en 2012.

### Big Eyes
Big Eyes, estrenada en 2014 y protagonizada por Christoph Waltz y Amy Adams, es una colaboración con Silverwood Films. Narra la historia de Margaret y Walter Keane, famosos en las décadas de los cincuenta y sesenta gracias a sus retratos de niños con los ojos más grandes de lo habitual. Cuando se separaron, ella reveló que era la auténtica autora de las obras, mientras que él se dedicaba en realidad a hacer de relaciones públicas. Burton se encargó de dirigir y producir, mientras que Scott Alexander y Larry Karaszewski se escribieron el guion. Esta sería la segunda colaboración con la pareja de guionistas después de Ed Wood. 

### Miss Peregrine's Home for Peculiar Children
Miss Peregrine's Home for Peculiar Children es una adaptación de la novela homónima de Ransom Riggs. La película, estrenada en Estados Unidos el 30 de septiembre de 2016, sigue trama del libro, aunque Burton se tomó bastantes licencias con el consentimiento de Riggs, quien presenció el rodaje. Asa Butterfield interpretó al protagonista, Jacob Portman, Ella Purnell a la coprotagonista Emma Bloom y Eva Green a Miss Peregrine.

### Dumbo
En 2015 Disney confirmó que Burton dirigiría Dumbo, adaptación de acción en vivo de la película animada de mismo título. Con la participación de Colin Farrel, Michael Keaton, Eva Green y Danny DeVito en los papeles protagónicos, se estrenó el 11 de marzo de 2019 en Los Ángeles.

## Vida personal
En 1989, Burton se casó con la artista alemana Lena Gieseke, de quien se divorció poco después de la filmación de Batman Returns. Posteriormente estuvo comprometido con Lisa Marie desde 1992 hasta 2001. Desde entonces mantuvo una relación con Helena Bonham Carter. La pareja tiene dos hijos: un varón llamado Billy-Ray Burton, nacido en octubre de 2003 y ahijado de Johnny Depp, y una niña, Nell, nacida el 15 de diciembre de 2007. Bonham Carter ha aparecido en todas las películas de Burton desde 2001. La pareja vivía en Londres, en casas separadas conectadas por medio de un túnel. El 23 de diciembre de 2014, Bonham Carter emitió un comunicado de prensa a través de su representante en el que anunciaba su separación, afirmando que se había producido «de forma amistosa».
Por otra parte, no tiene ningún tipo de relación con su hermano Daniel, mientras que su padre, Bill —un antiguo jugador de ligas menores de béisbol—, murió en octubre de 2000 durante el rodaje de El planeta de los simios, y su madre, Jean, falleció en marzo de 2002. Vanity Fair lo ubicó en el puesto 6 de la lista de los Top 40 celebridades de Hollywood con más ingresos en 2010, con un estimado de 53 millones por sus películas.

## Filmografía

### Largometrajes como director y/o productor
| Año  | Película                                       |
| ---- | ---------------------------------------------- |
| 1985 | La gran aventura de Pee-Wee                    |
| 1988 | Beetlejuice                                    |
| 1989 | Batman                                         |
| 1990 | Edward Scissorhands                            |
| 1992 | Batman Returns                                 |
| 1993 | The Nightmare Before Christmas                 |
| 1994 | Ed Wood                                        |
| 1995 | Batman Forever                                 |
| 1996 | James and the Giant Peach                      |
| 1996 | Mars Attacks!                                  |
| 1999 | Sleepy Hollow                                  |
| 2001 | El planeta de los simios                       |
| 2003 | Big Fish                                       |
| 2005 | Charlie y la fábrica de chocolate              |
| 2005 | Corpse Bride                                   |
| 2007 | Sweeney Todd: The Demon Barber of Fleet Street |
| 2009 | 9                                              |
| 2010 | Alicia en el país de las maravillas            |
| 2012 | Sombras tenebrosas                             |
| 2012 | Abraham Lincoln: cazador de vampiros           |
| 2012 | Frankenweenie                                  |
| 2014 | Big Eyes                                       |
| 2016 | Alicia a través del espejo                     |
| 2016 | Miss Peregrine's Home for Peculiar Children    |
| 2019 | Dumbo                                          |

### Cortometrajes
- The Island of Doctor Agor (1971)
- Stalk of the Celery Monster (1979)
- Vincent (1982)
- Frankenweenie (1984)

### Videos
- «Bones» de The Killers (2006)
- «Here with Me» de The Killers (2012)

### Series de televisión
- Faerie Tale Theatre: director del capítulo Aladino y su lámpara maravillosa (1984)
- Alfred Hitchcock Presents: adaptación del capítulo "The Jar" basado en el cuento del mismo nombre de Ray Bradbury (1986)
- Historias asombrosas: Perro de familia - animador de personajes (1993)
- Perdidos en Oz - no producido

### Cameos y otros trabajos
- La película de los Muppet (1979) - Como titiritero
- Solteros (1992)
- Hoffa (1992)
- La melancólica muerte del Chico Ostra y otras historias (1997) - Libro de poemas
- Coraline (2009) - Promoción
- Hombres de negro III (2012) - Padre alien
- Miss Peregrine's Home for Peculiar Children - Hombre en atracción mecánica[28]

## Crítica
| Película                                       |                 |
| Película                                       | Rotten Tomatoes |
| ---------------------------------------------- | --------------- |
| La gran aventura de Pee-Wee                    | 88%             |
| Beetlejuice                                    | 81%             |
| Batman                                         | 72%             |
| Edward Scissorhands                            | 89%             |
| Batman Returns                                 | 81%             |
| Ed Wood                                        | 92%             |
| Mars Attacks!                                  | 52%             |
| Sleepy Hollow                                  | 67%             |
| El planeta de los simios                       | 45%             |
| Big Fish                                       | 77%             |
| Charlie y la fábrica de chocolate              | 83%             |
| Corpse Bride                                   | 83%             |
| Sweeney Todd: The Demon Barber of Fleet Street | 86%             |
| Alicia en el País de las Maravillas            | 52%             |
| Sombras tenebrosas                             | 37%             |
| Frankenweenie                                  | 87%             |
| Big Eyes                                       | 72%             |
| Miss Peregrine's Home for Peculiar Children    | 65%             |
| Dumbo                                          | 46%             |

## Colaboradores recurrentes
| Actores              | La gran aventura de Pee-Wee (1985) | Beetlejuice (1988) | Batman (1989) | Edward Scissorhands (1990) | Batman Returns (1992) | Ed Wood (1994) | Mars Attacks! (1996) | Sleepy Hollow (1999) | El planeta de los simios (2001) | Big Fish (2003) | Charlie y la fábrica de chocolate (2005) | Corpse Bride (2005) | Sweeney Todd: The Demon Barber of Fleet Street (2007) | Alicia en el país de las maravillas (2010) | Sombras tenebrosas (2012) | Frankenweenie (2012) | Big Eyes (2014) | Miss Peregrine's Home for Peculiar Children (2016) | Dumbo (2019) |
| -------------------- | ---------------------------------- | ------------------ | ------------- | -------------------------- | --------------------- | -------------- | -------------------- | -------------------- | ------------------------------- | --------------- | ---------------------------------------- | ------------------- | ----------------------------------------------------- | ------------------------------------------ | ------------------------- | -------------------- | --------------- | -------------------------------------------------- | ------------ |
| Helena Bonham Carter |                                    |                    |               |                            |                       |                |                      |                      | ✘                               | ✘               | ✘                                        | ✘                   | ✘                                                     | ✘                                          | ✘                         |                      | ✘               |                                                    |              |
| Johnny Depp          |                                    |                    |               | ✘                          |                       | ✘              |                      | ✘                    |                                 |                 | ✘                                        | ✘                   | ✘                                                     | ✘                                          | ✘                         |                      |                 |                                                    |              |
| Winona Ryder         |                                    | ✘                  |               | ✘                          |                       |                |                      |                      |                                 |                 |                                          |                     |                                                       |                                            |                           | ✘                    |                 |                                                    |              |
| Christopher Lee      |                                    |                    |               |                            |                       |                |                      | ✘                    |                                 |                 | ✘                                        | ✘                   |                                                       | ✘                                          | ✘                         | ✘                    |                 |                                                    |              |
| Michelle Pfeiffer    |                                    |                    |               |                            | ✘                     |                |                      |                      |                                 |                 |                                          |                     |                                                       |                                            | ✘                         |                      |                 |                                                    |              |
| Michael Gough        |                                    |                    | ✘             |                            | ✘                     |                |                      | ✘                    |                                 |                 |                                          | ✘                   |                                                       | ✘                                          |                           |                      |                 |                                                    |              |
| Michael Keaton       |                                    | ✘                  | ✘             |                            | ✘                     |                |                      |                      |                                 |                 |                                          |                     |                                                       |                                            |                           |                      |                 |                                                    | ✘            |
| Missi Pyle           |                                    |                    |               |                            |                       |                |                      |                      |                                 | ✘               | ✘                                        |                     |                                                       |                                            |                           |                      |                 |                                                    |              |
| Deep Roy             |                                    |                    |               |                            |                       |                |                      |                      | ✘                               | ✘               | ✘                                        | ✘                   |                                                       |                                            |                           |                      |                 |                                                    |              |
| Lisa Marie           |                                    |                    |               |                            |                       | ✘              | ✘                    | ✘                    | ✘                               |                 |                                          |                     |                                                       |                                            |                           |                      |                 |                                                    |              |
| Danny DeVito         |                                    |                    |               |                            | ✘                     |                |                      |                      |                                 | ✘               |                                          |                     |                                                       |                                            |                           |                      |                 |                                                    | ✘            |

## Premios

### Premios Emmy
| Año  | Categoría                            | Película    | Resultado |
| ---- | ------------------------------------ | ----------- | --------- |
| 1990 | Mejor programa infantil de animación | Beetlejuice | Ganador   |

### Premios Óscar
| Año  | Categoría                   | Película      | Resultado |
| ---- | --------------------------- | ------------- | --------- |
| 2006 | Mejor película de animación | Corpse Bride  | Nominado  |
| 2013 | Mejor película de animación | Frankenweenie | Nominado  |

### Premios Globo de Oro
| Año  | Categoría                          | Película                                       | Resultado |
| ---- | ---------------------------------- | ---------------------------------------------- | --------- |
| 1994 | Mejor película - Comedia o musical | Ed Wood                                        | Nominado  |
| 2003 | Mejor película - Comedia o musical | Big Fish                                       | Nominado  |
| 2007 | Mejor película - Comedia o musical | Sweeney Todd: The Demon Barber of Fleet Street | Ganador   |
| 2007 | Mejor director                     | Sweeney Todd: The Demon Barber of Fleet Street | Nominado  |
| 2010 | Mejor película - Comedia o musical | Alicia en el país de las maravillas            | Nominado  |
| 2012 | Mejor película animada             | Frankenweenie                                  | Nominado  |

### Premios BAFTA
| Año  | Categoría               | Película                          | Resultado |
| ---- | ----------------------- | --------------------------------- | --------- |
| 2004 | Mejor director          | Big Fish                          | Candidato |
| 2005 | Mejor película infantil | Charlie y la fábrica de chocolate | Nominado  |
| 2013 | Mejor película animada  | Frankenweenie                     | Candidato |

### Festival Internacional de Cine de Venecia
| Año  | Categoría                    | Resultado |
| ---- | ---------------------------- | --------- |
| 2007 | León de Oro a la trayectoria | Ganador   |

En septiembre de 2024, recibió una estrella en el Paseo de la Fama de Hollywood, la número 2788 frente a ‘Hollywood Toys & Costumes’, una tienda de artículos de Halloween.